# Monument historique (Pologne)

Symbole identifiant un monument historique en Pologne depuis 2004.

Les monuments historiques en Pologne (Zabytki w Polsce) sont définis par la loi. Dans les années 1961 - 1973 leur valeur était définie par une classification (de la classe 0 à la classe IV) où la classe 0 était attribuée aux monuments les plus précieux. Cette classification n'est plus d'usage, il est considéré que tous les monuments historiques présentent la même valeur. Tout objet créé par l'homme qui temoigne du passé et dont la conservation présente un intérêt social en raison de sa valeur artistique, historique ou scientifique peut devenir un monument historique.
Un monument historique en Pologne peut être:
- un bien immobilier[2]
- un mobilier
- un monument archéologique

## Quelques monuments historiques

### Białystok

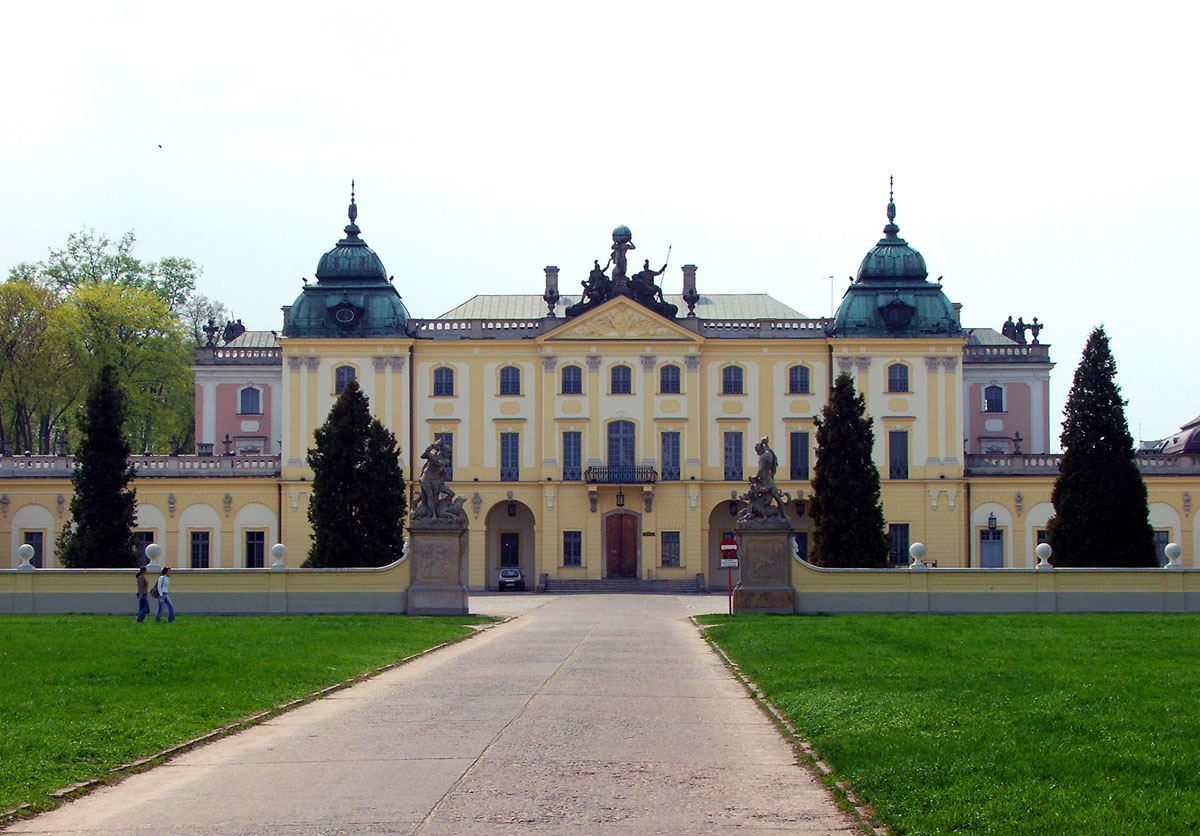
Cour d'honneur et façade du palais Branicki à Białystok.

- Palais Branicki
- Maison de Napoléon (pl)
- Cathédrale de l'Assomption
- Église Saint-Roch (en)

### Biskupin
- Réserve archéologique

### Braniewo
- Gare de Braniewo

### Bydgoszcz
- Île-des-Moulins (en)
- Maison de Carl Bradtke (en)
- Maison de Carl Peschel (en)
- Église Saint-André Bobola (en)

### Cracovie
- Centre historique de Cracovie
- Wawel
- Barbacane (Cracovie)
- Place du marché
- Sukiennice
- Théâtre Juliusz-Słowacki
- Collegium Maius
- Collegium Novum
- Basilique Sainte-Marie

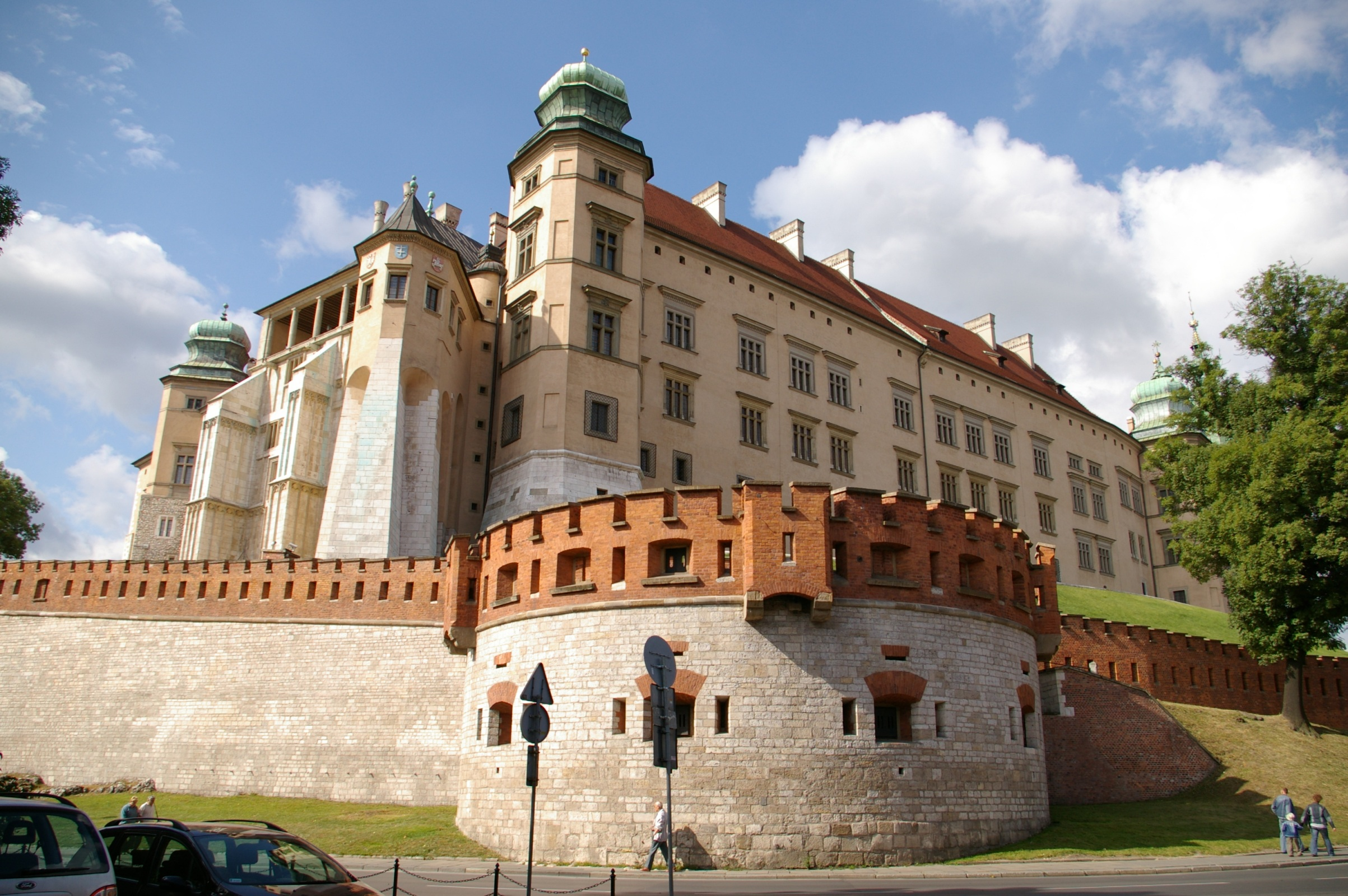
Wawel

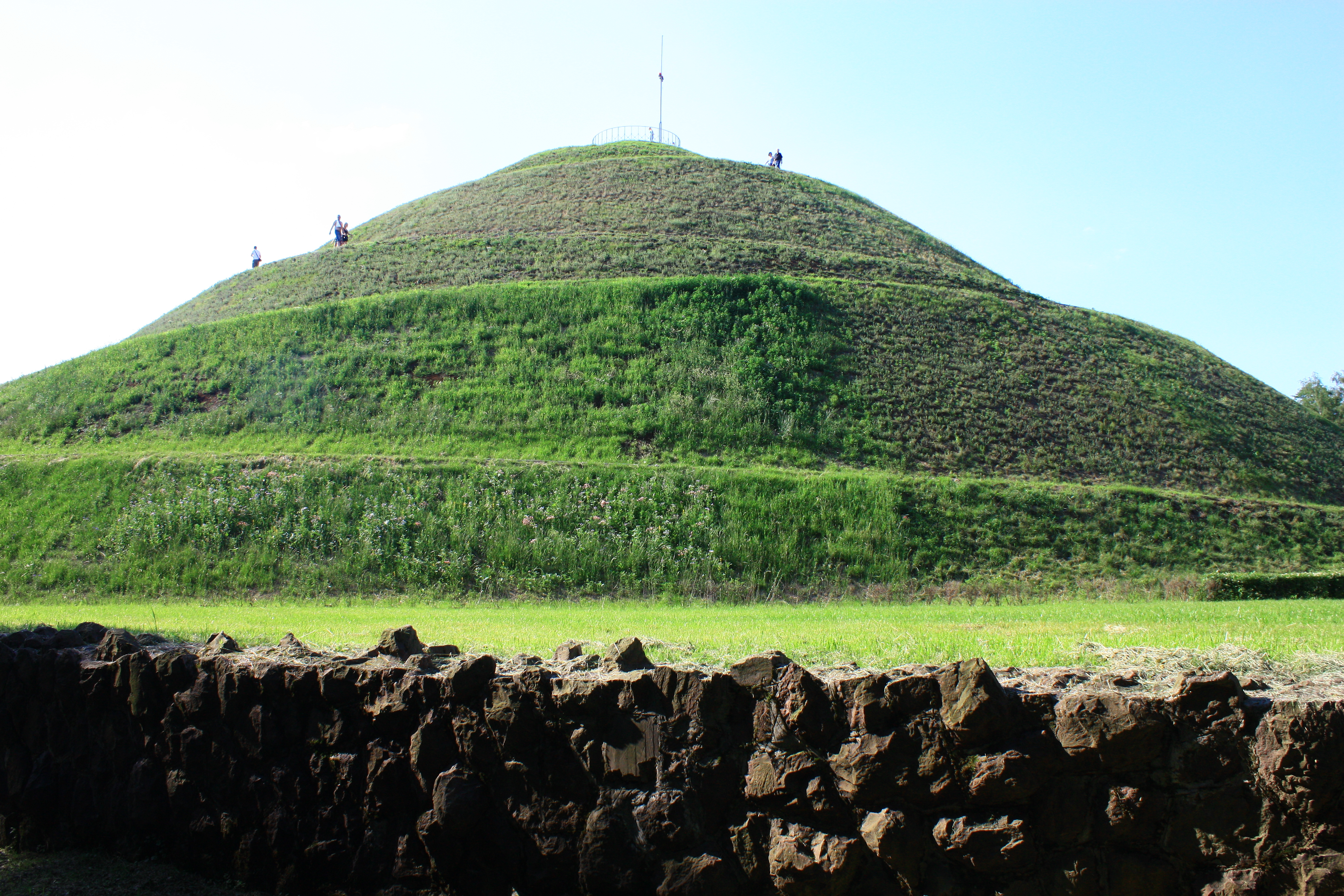
Le Tertre de Piłsudski.

- Chapelle de la Bienheureuse Bronisława
- Église Saint-François-d'Assise
- Église Saint-Jean-Baptiste
- Église Saints-Pierre-et-Paul
- Église Sainte-Thérèse
- Église de la Visitation

### Częstochowa

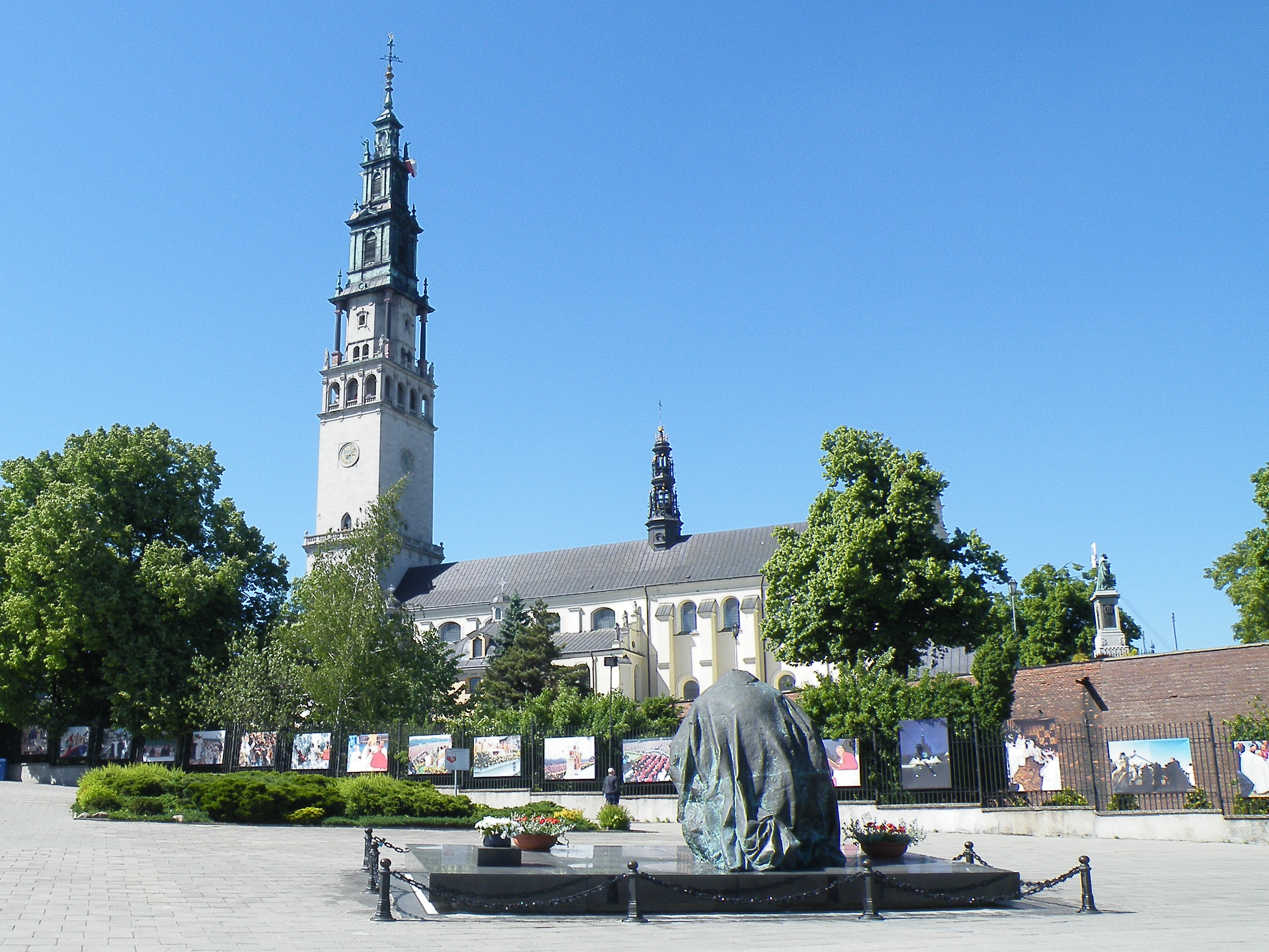
Monastère de Jasna Góra à Częstochowa.

- Jasna Góra

### Elbląg
- Église Saint-Nicolas (en)

### Frombork
- Cathédrale de l'Assomption et de Saint-André

### Gdańsk

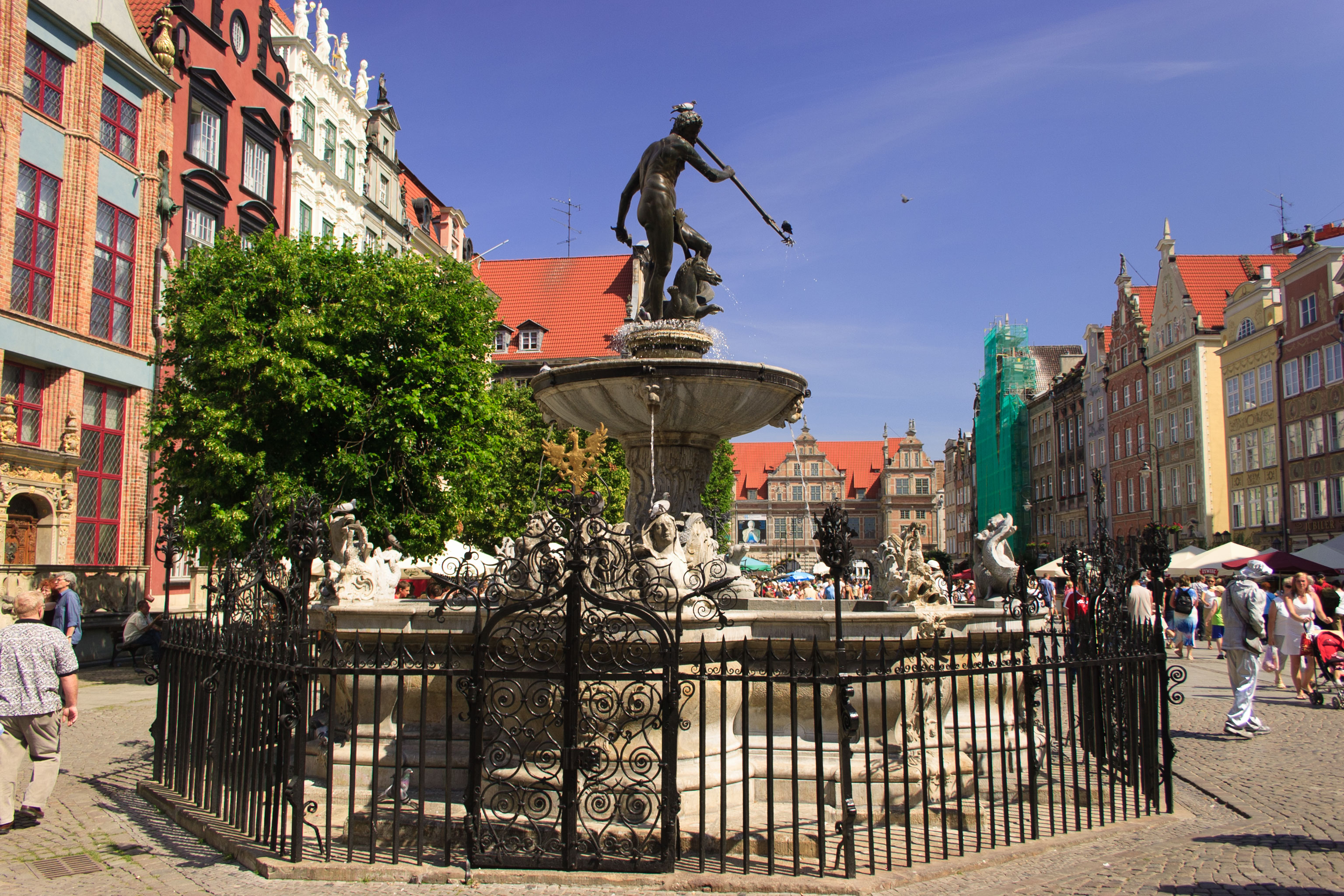
Fontaine de Neptune à Gdańsk

- Gare centrale
- Grue médiévale
- Maison d'Uphagen
- Cour d'Artus
- Fontaine de Neptune
- Forteresse de Wisłoujście
- Rue Longue
- Église Sainte-Marie
- Église Sainte-Catherine
- Cathédrale de Gdańsk-Oliwa

### Gniezno
- Cathédrale de Gniezno

### Gorzów Wielkopolski
- Viaduc ferroviaire (en)
- Cathédrale de l'Assomption (en)

### Katowice
- Nikiszowiec
- Académie de musique Karol Szymanowski
- Gratte-ciel (en)
- Vieille gare (en)
- Église Saint-Michel-Archange (en)

### Kielce
- Cathédrale de l'Assomption

### Legnica
- Église évangélique Notre Dame

### Lublin
- Château de Lublin
- Vieux Théâtre

### Łódź
- Cathédrale Saint-Stanislas Kostka
- Palais Juliusz Heinzl

### Malbork

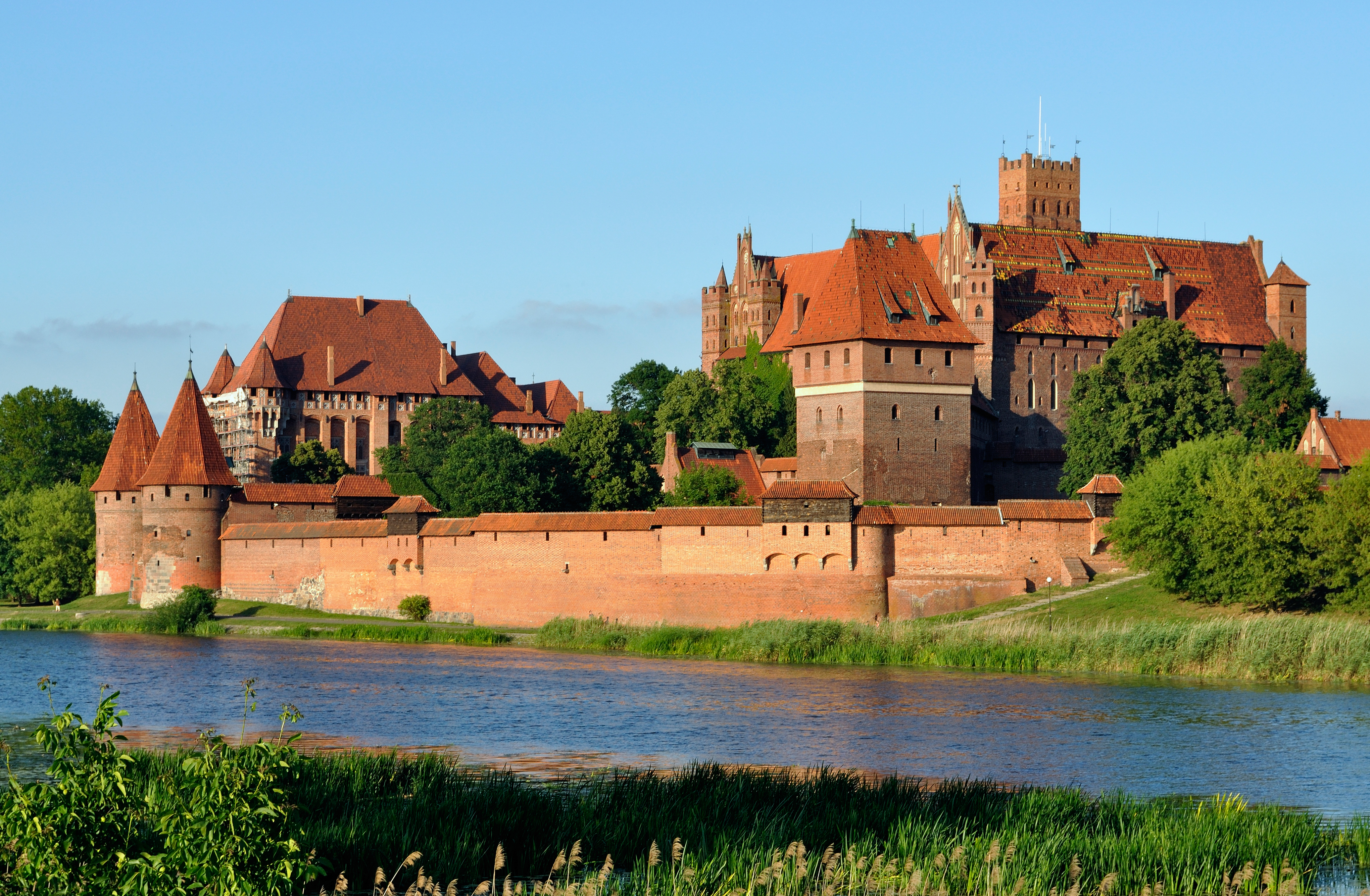
La Forteresse teutonique de Marienbourg.

- Forteresse teutonique de Marienbourg

### Olsztyn
- Château du chapitre de Warmie
- Pont ferroviaire (pl)
- Maison du maire (pl)
- Nouveau hôtel de ville (pl)
- Ancien hôtel de ville (pl)

### Opole
- Hôtel de ville (en)
- Tour de Piast (de)
- Basilique Sainte-Croix (en)

### Poznań

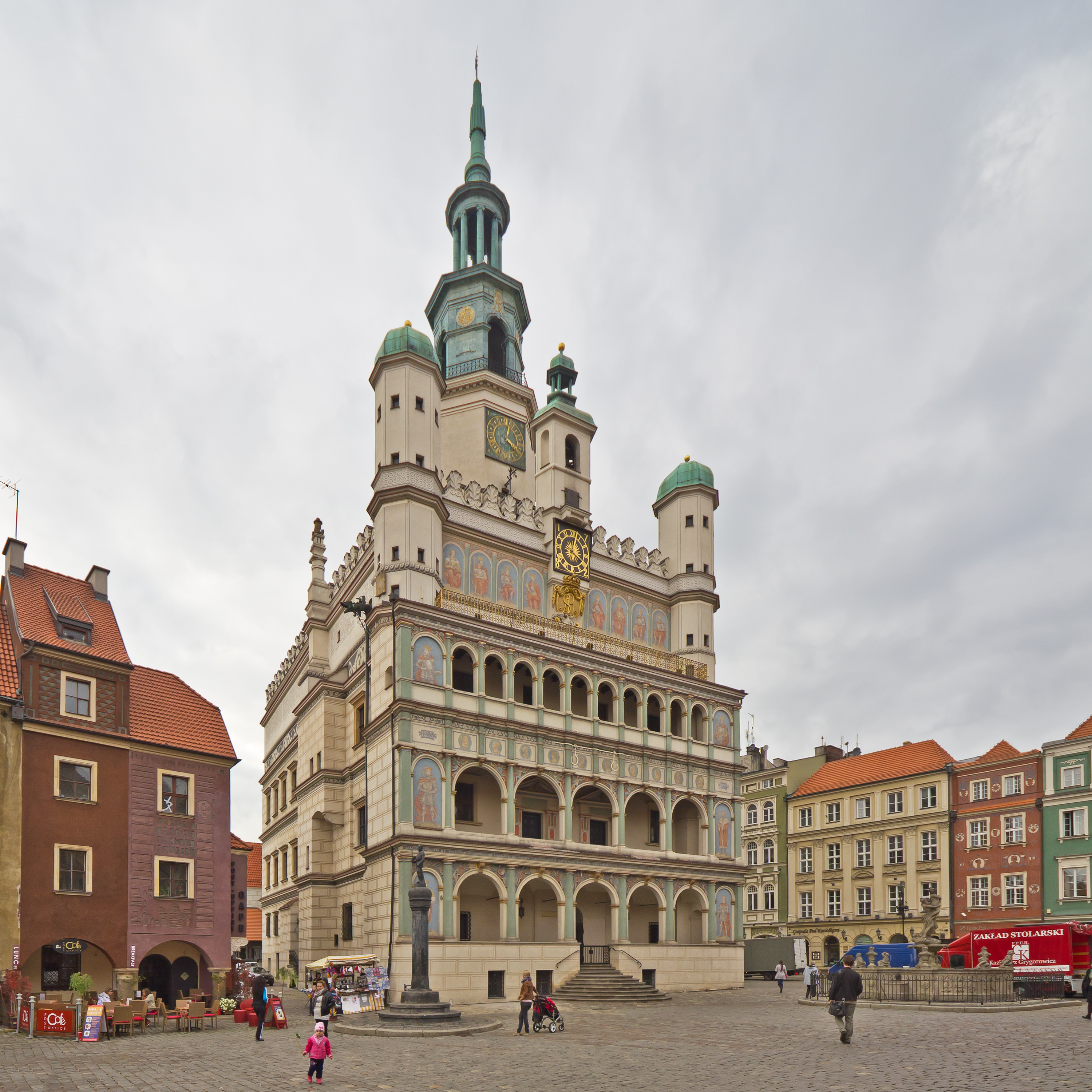
L'Hôtel de ville de Poznań.

- Hôtel de ville
- Vieille ville (pl)
- Château Impérial
- Bibliothèque Raczyński

### Rzeszów
- Hôtel de ville (pl)
- Château de Rzeszów (en)

### Strzelin
- Hôtel de ville

### Szczecin
- Château ducal de Szczecin
- Cathédrale Saint-Jacques de Szczecin
- Tour Bismarck
- Phare de Niechorze

### Toruń
- Vieille ville de Toruń
- Tour inclinée

### Varsovie
- Barbacane
- Palais royal de Varsovie
- Parc Łazienki
- Théâtre national

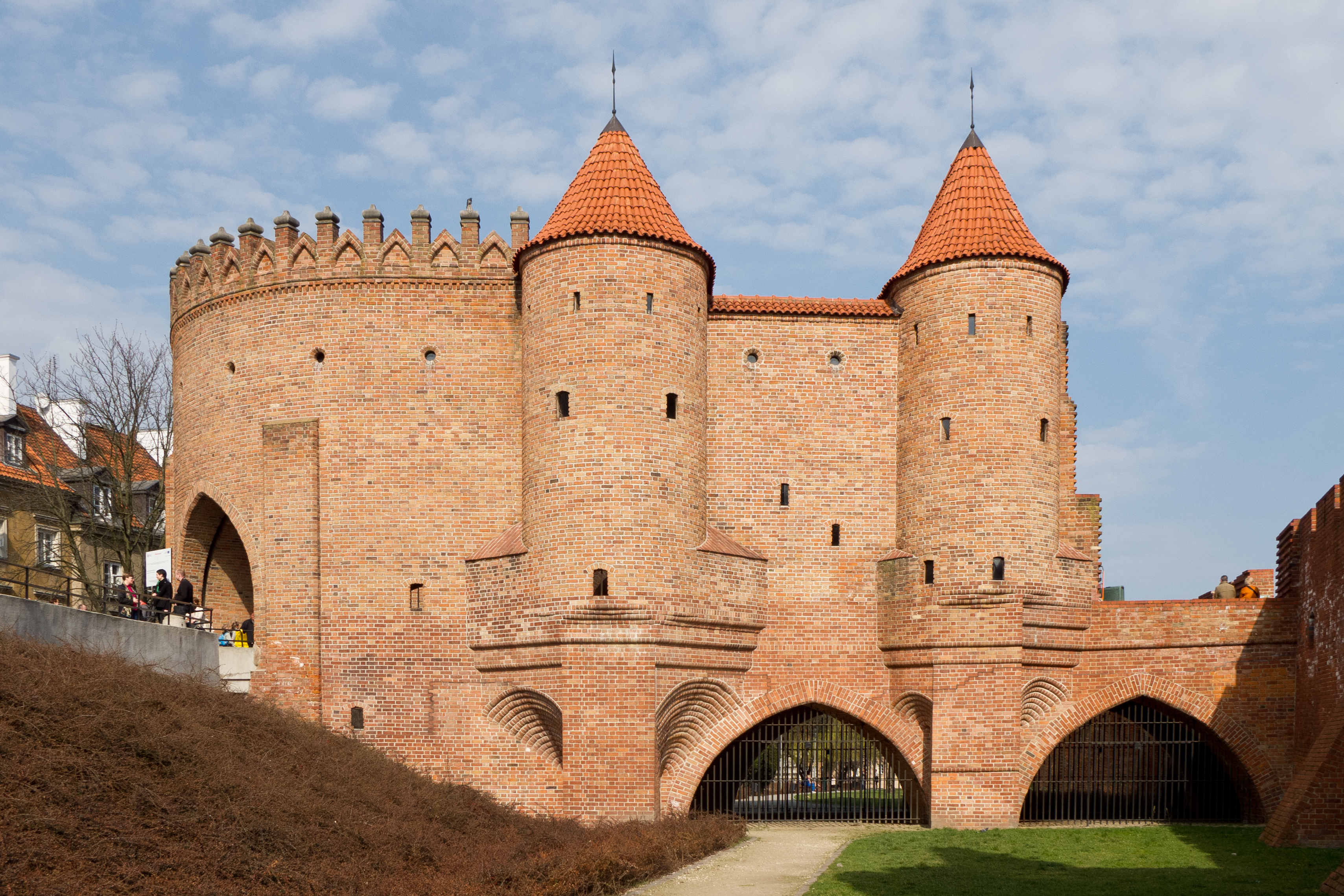
Barbacane de Varsovie

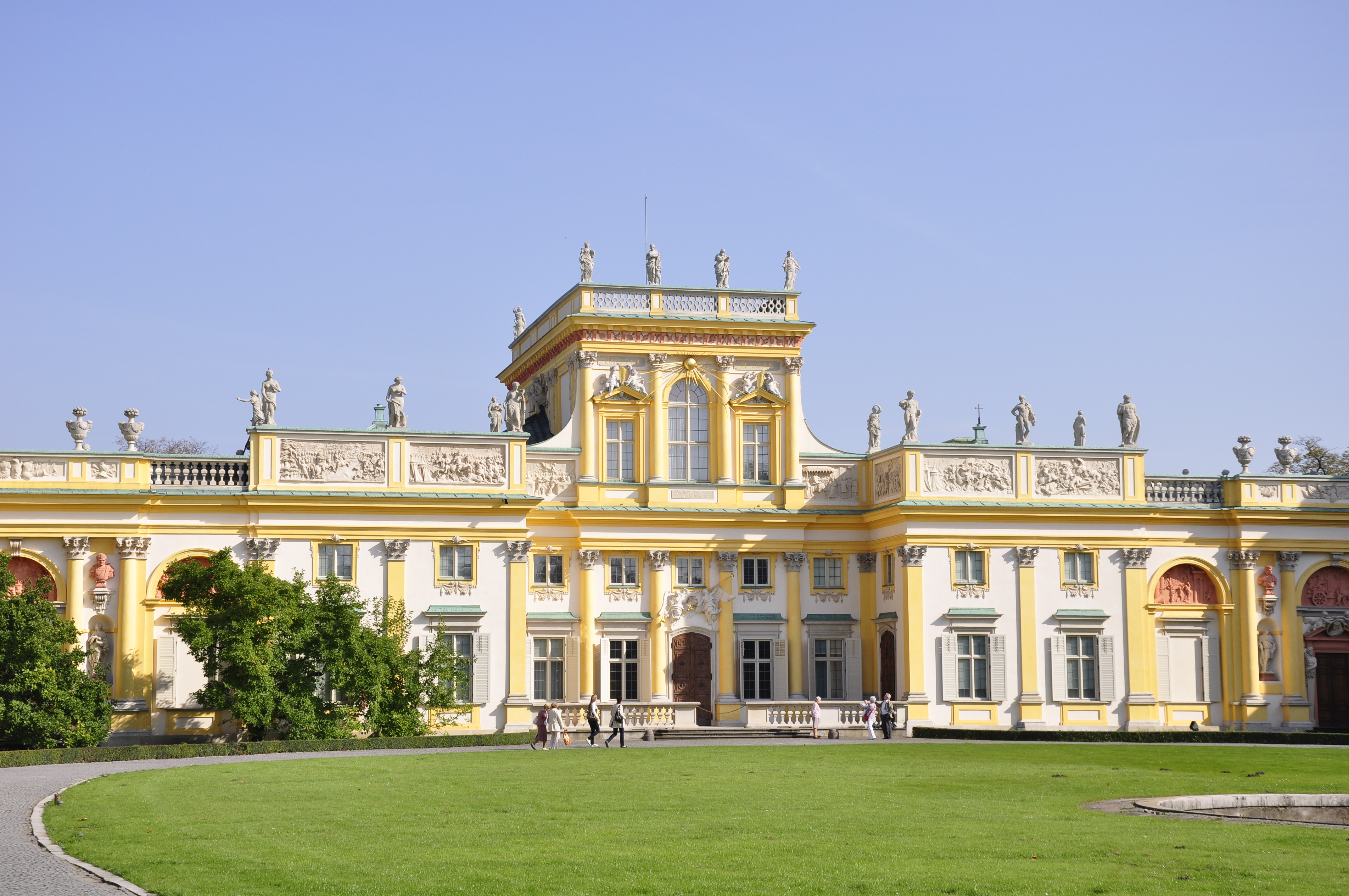
Palais de Wilanów

- Palais de la culture et de la science
- Palais du Belvédère
- Palais Branicki
- Palais de Czapski
- Palais de Kazimierz
- Palais Koniecpolski
- Palais de Krasiński
- Palais d'Ostrogski
- Palais Staszic
- Palais au toit de cuivre
- Palais de Wilanów
- Cathédrale Saint-Florian
- Cathédrale Saint-Jean
- Église de l'assomption
- Église Sainte-Anne
- Église du Saint-Esprit
- Église de la Sainte-Croix
- Église Saint-Hyacinthe
- Église des Visitandines
- Église de la visitation
- Vieille Ville

### Wrocław
- Hôtel de ville
- Église Saint-Gilles de Wrocław
- Cathédrale de Wrocław
- Halle du Centenaire

### Zamość
- Vieille ville (en)
- Hôtel de ville (pl)
- Académie Zamojski (en)

### Zielona Góra
- Hôtel de ville (pl)
- Cocathédrale Sainte-Edwige (pl)